# 馮元 (乾隆進士)
馮元（？—1805年），彝族，雲南南平縣人。清朝軍事將領，武探花及第。

## 生平
乾隆六十年（1795年）一甲三名武進士，授二等侍衛，在乾清門行走。嘉慶元年（1796年）四月，請假回籍。次年正月，貴州南籠狆苗反清起事，馮元自告奮勇，前往軍營効力。因戰鬥勇猛，經雲貴總督勒保保奏，留在貴州，聽候升用。
嘉慶三年（1798年）三月，雲貴總督鄂輝派馮元率領貴州官兵入川，勦捕白蓮教眾。五月，補授貴州台拱營參將。此後縱橫數載，立功無數。嘉慶十年（1805年）五月，馮元陞任上江協副將。閏六月，擢古州鎮總兵，同年八月卒。